# Euphorbia georgei
Euphorbia georgei es una especie fanerógama perteneciente a la familia Euphorbiaceae. Es originaria de Norteamérica donde se distribuye desde Kansas a México (Chihuahua, Coahuila).

## Taxonomía
Euphorbia georgei fue descrita por Robertus Cornelis Hilarius Maria Oudejans y publicado en Phytologia 67(1): 45. 1989.
Etimología
Euphorbia: nombre genérico que deriva del médico griego del rey Juba II de Mauritania (52 a 50 a. C. - 23), Euphorbus, en su honor – o en alusión a su gran vientre –  ya que usaba médicamente Euphorbia resinifera. En 1753 Carlos Linneo asignó el nombre a todo el género.
georgei: epíteto otorgado en honor del botánico alemán; George Engelmann (1809 - 1884) que estaba especializado en las cactáceas.
Sinonimia
- Chamaesyce acuta Millsp.
- Euphorbia acuta Engelm. basónimo
- Euphorbia acuta var. stenophylla Boiss.[4][5]